# Barsaat (1949)
Barsaat (Hindi: बरसात, barasāt; Urdu: برسات, übersetzt: Regen) ist ein erfolgreicher Hindi-Film von und mit Raj Kapoor aus dem Jahr 1949.

## Handlung
Der Poet Pran träumt von Gefühlen und der großen Liebe, währenddessen sein Freund Gopal Frauen eher als Objekte abwertet, die nur der Befriedigung dienen.
Als sie sich auf den Weg zu einem Haus machen, welches sie für Pran kaufen wollen, pausieren sie bei Neela, die in Gopal verliebt ist. Nach ihrer gemeinsamen Nacht gibt er ihr ein Versprechen beim nächsten Monsun zurückzukehren. Danach kaufen sie das gewünschte Haus nahe einem Fluss.
Auf der anderen Seite des Flusses lebt ein Fischer. Seine Tochter Reshma fischte einst Pran aus dem Wasser und verliebte sich in ihn. Jedoch hält der Vater nichts von dieser Beziehung. Er schneidet sogar den Strick, der über den Fluss führt, durch, als Reshma zu Pran fliehen will.
Der Fischer Bholu rettet sie aus dem Wasser und will sie heiraten. Trotz all dem Unglück finden Pran und Reshma zueinander.
Andererseits Gopal, der zu einem besseren Menschen geworden ist und zur treuen Neela zurückkehren will. Seine Geschichte endet an Neelas Scheiterhaufen, die sich sehnsüchtig auf die Suche nach ihm gemacht hatte. Er zündet ihren Scheiterhaufen nach hinduistischem Ritus an, als es plötzlich anfängt zu regnen. Traurig konnte Gopal sein Versprechen, seine Rückkehr beim nächsten Monsun, halten.

## Musik
| Lied                        | Sänger                  |
| --------------------------- | ----------------------- |
| Hawa Mein Udta Jaaye        | Lata Mangeshkar         |
| Jeeya Bekarar Hai           | Lata Mangeshkar         |
| Barsaat Mein Humse Mile Tum | Lata Mangeshkar         |
| O Mujhe Kisise Pyar Ho Gaya | Lata Mangeshkar         |
| Meri Aankhon Mein Bas Gaya  | Lata Mangeshkar         |
| Patli Qamar Hai             | Lata Mangeshkar, Mukesh |
| Ab Mera Kaun Sahaara        | Lata Mangeshkar         |
| Chhod Gaye Balaam           | Lata Mangeshkar, Mukesh |
| Main Zindagi Mein Hardam    | Mohammed Rafi           |
| Bichdey Huey Pardesi        | Lata Mangeshkar         |

Die Liedtexte zur Musik von Shankar-Jaikishan schrieben Hasrat Jaipuri, Shailendra, Ramesh Shastri und Jalal Malihabadi. Viele der Mangeshkar-Lieder wurden Evergreens.

## Hintergrund
Barsaat war nach Aag (1948) die zweite Produktion der Gesellschaft R. K. Films und der erste Großerfolg von Produzent, Regisseur und Hauptdarsteller Raj Kapoor. Die Szene, in der Raj Kapoor in einer Hand Nargis und in der anderen Hand eine Violine hält, wird zum Emblem seiner Produktionsfirma.
Die ungewöhnlich innovativen Chiaroscuro-Aufnahmen sind metaphorisch wie in der Szene, als Reshmas Vater das Seil durchschneidet von diesem auf den Bogen der Violine übergeblendet wird, mit der Pran Reshma nachts als Ständchen den Anniversary Song aus The Jolson Story vortrug.